# Société des Prêtres de Saint-Jacques

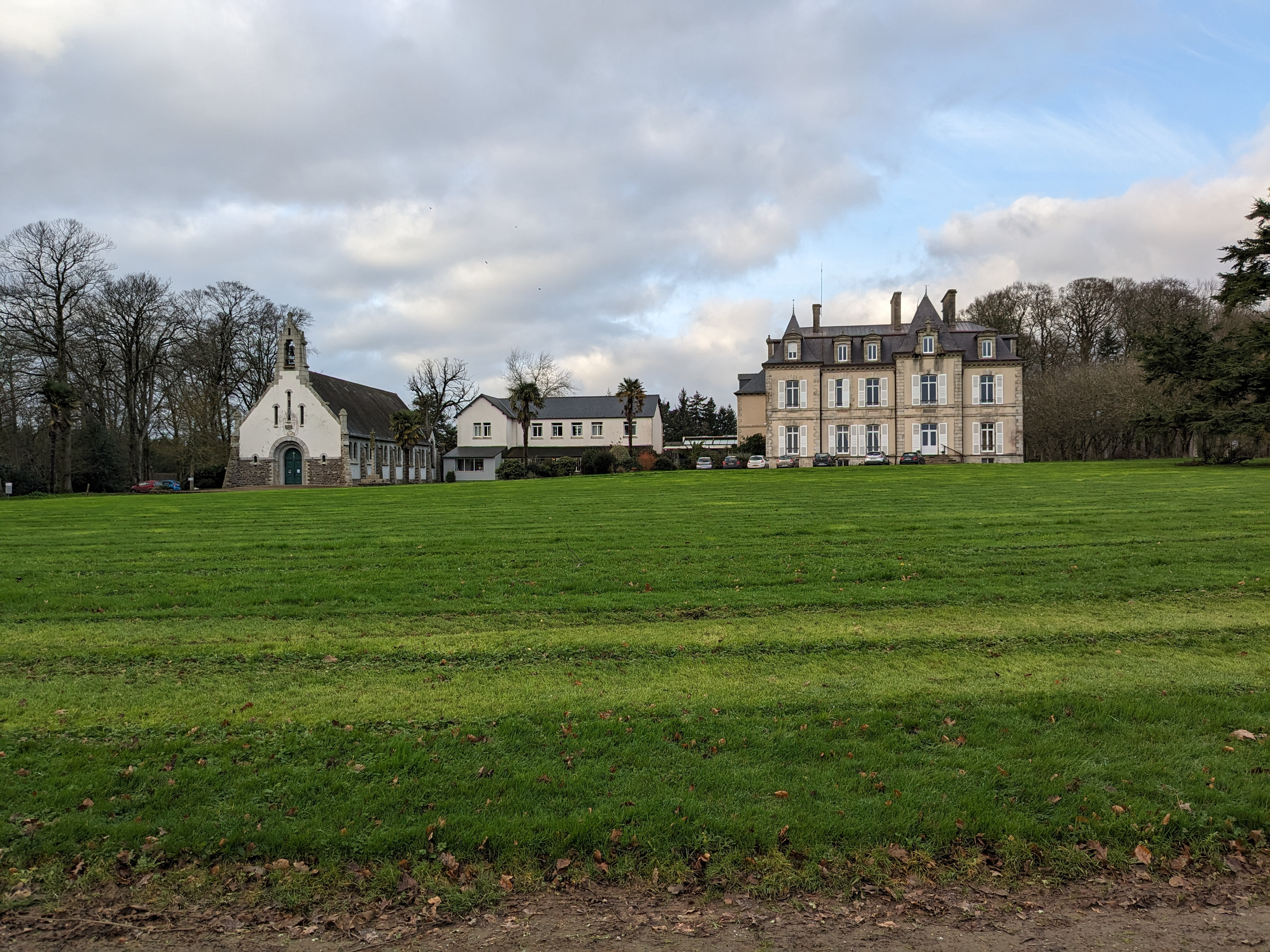
Siège de la Société à Guiclan.

La Société des Prêtres de Saint-Jacques (S.P.S.J.) est une société de prêtres catholiques et missionnaires fondée en 1966, mais descendant d'un groupe de missionnaires présent à Haïti depuis 1864. Son siège est à Saint-Jacques en Guiclan (près de Landivisiau, Finistère). Ils sont présents dans les diocèses de Quimper et Léon, St Brieuc et Tréguier, Créteil et La Rochelle, ainsi qu'au Brésil avec une quinzaine de membres.

## Le séminaire Saint-Jacques de Guiclan
L'ancien manoir de Lézarazien est à la limite de Guiclan et de Lampaul-Guimiliau ; il appartint à la famille Le Sénéchal, puis aux Kerouartz à la suite du mariage en 1685 de Marie Le Sénéchal avec Joseph Hyacinthe de Kerouartz, dont les descendants occupèrent le manoir pendant deux siècles. Leur arrière-petit-fils François de Kerouartz fut président du Parlement de Bretagne. Un nouveau château est construit en 1871 par Albert de Kerouartz et la fille de ce dernier, Mère Marie de Kerouartz donna le château aux Missionnaires d'Haïti dont le séminaire se trouvait antérieurement à Pontchâteau depuis 1872.
Le 10 juin 1864, Martial Testard du Cosquer, qui avait fondé à Paris, rue Lhomond, le séminaire Saint-Martial, débarque à Port-au-Prince (Haïti), accompagné d'une trentaine de missionnaires et de religieuses de l'ordre des Sœurs de Saint-Joseph de Cluny, envoyés par le pape Pie IX afin d'évangéliser les esclaves ; pendant les vingt premières années de leur apostolat, sur les 273 missionnaires envoyés en Haïti, 113 moururent sur place dont 32 pendant la première année de leur séjour en raison des épidémies, particulièrement de fièvre jaune, et de la fatigue excessive. En 1872, Mgr Jean Marie Guilloux, originaire de Ploërmel et devenu archevêque de Port-au-Prince, ouvre un séminaire à Pontchâteau destiné à former des missionnaires pour Haïti.
Ouvert le 2 octobre 1894, le séminaire Saint-Jacques, en Guiclan, recrute et forme des missionnaires envoyés ensuite à Haïti. À la fin du XIXe siècle et dans les premières décennies du XXe siècle, la majeure partie du clergé haïtien a été formée dans ce séminaire.